# Teodoro R. Yangco
Teodoro Rafael Arguelles Yangco (San Antonio, Zambales, 9 de noviembre de 1861-Manila, 20 de abril de 1939) fue un político, filántropo y empresario filipino. Se desempeñó como Comisionado Residente de Filipinas entre 1917 y 1920. Fue el presidente de la YMCA con más años de servicio en Filipinas, y fue conocido como el “Padre de la YMCA de Filipinas”.

## Biografía
Yangco nació el 9 de noviembre de 1861 en San Antonio, Zambales. Era único hijo del magnate naviero Luis R. Yangco y Ramona Arguelles Corpus, viuda de Tomás Corpus y descendiente de chinos por parte de su padre.

### Educación
Se graduó con una licenciatura en artes en la Universidad Ateneo de Manila en 1880 y se graduó de la Universidad de Santo Tomás en 1881. Realizó un curso comercial en el Ealing Commercial College de Londres de 1882 a 1886.

### Vida empresarial
Yangco estableció una compañía naviera, organizó una compañía de autobuses llamada TRY TRAN, montó un astillero, una gran tienda por departamentos llamada Bazar Siglo XX y un enorme mercado de productos secos en Divisoria llamado Yangco Market. También fue nombrado presidente de Insular Life. Siguió la práctica de su padre de invertir sus ganancias excedentes en propiedades adecuadas para fines comerciales.
Yangco fue uno de los fundadores de la Cámara de Comercio de Filipinas y fue su presidente durante varios años. En 1923, la representó en la primera Conferencia Comercial Pan Pacific en Honolulu, Hawái, donde defendió con elocuencia la causa de la independencia de Filipinas.

### Política
Miembro del Partido Nacionalista, sucedió a Manuel L. Quezon como Comisionado Residente de Filipinas ante el Congreso de los Estados Unidos desde el 4 de marzo de 1917 hasta el 3 de marzo de 1920. No fue candidato para la reelección en 1920, por lo que reanudó sus actividades comerciales en Manila.

### Muerte
Murió el 20 de abril de 1939, a la edad de 77 años. Sus restos fueron sepultados en el Cementerio del Norte de Manila.

## Legado
Yangco donó grandes sumas de dinero a varias organizaciones benéficas, religiosas y cívicas. Además de sus donaciones en efectivo, también donó varias parcelas de tierra en Gran Manila y Zambales. Una de las propiedades más grandes que donó fue el lote de 31.031 metros cuadrados en un área comercial en Manila que se convirtió en el sitio de la YMCA de Filipinas.